# شکار گربه از حیات وحش

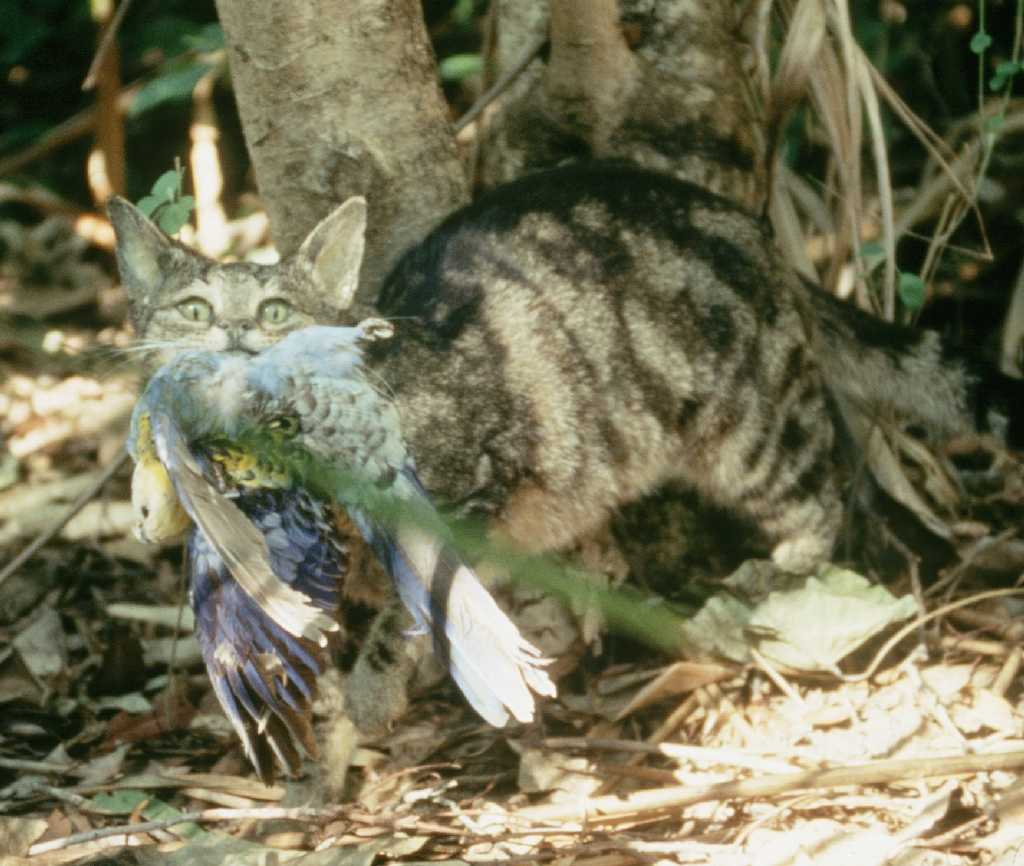
گربه‌ها سالانه میلیاردها پرنده وحشی را می‌کشند. این گربه وحشی در نزدیکی بریزبن یک طوطی سرکم‌رنگ را شکار کرده‌است.

شکار گربه از حیات وحش (به انگلیسی: Cat predation on wildlife) نتیجه غریزه طبیعی و رفتار گربه‌های رمیده و اهلی برای شکار طعمه‌های کوچک از جمله حیات وحش است. برخی از مردم این را به عنوان یک پدیده مطلوب می‌دانند، مانند گربه‌های انباری و سایر گربه‌هایی که به منظور کنترل آفات نگهداری می‌شوند. با این حال، برخلاف تصور رایج، هیچ مدرک علمی مبنی بر اینکه گربه‌ها وسیله‌ای کاربردی برای کنترل جوندگان هستند وجود ندارد و بوم‌شناسان با استفاده از آنها برای این منظور به دلیل آسیب نامتناسبی که به حیات وحش مفید بومی وارد می‌کنند مخالف هستند. آنها به عنوان یک گونه مهاجم و ابرشکارچی، آسیب زیست‌محیطی چشمگیری را وارد می‌کنند.
در استرالیا، شکار گربه‌ها به انقراض حداقل ۲۰ پستاندار بومی کمک کرد، و همچنان حداقل ۱۲۴ پستاندار دیگر را تهدید می‌کند. معرفی آنها باعث انقراض حداقل ۳۳ گونه بومی در جزایر در سراسر جهان شده‌است. یک بررسی رده‌بندی در سال ۲۰۱۳ در Nature Communications از داده‌های ۱۷ مطالعه نشان داد که گربه‌های رمیده و اهلی هر ساله میلیاردها پرنده را در ایالات متحده می‌کشند.

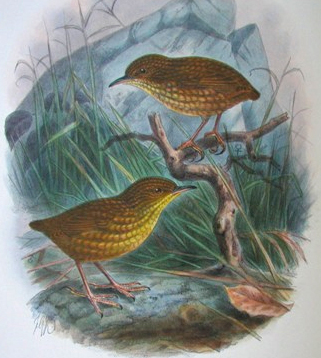
گونهٔ الیکایی لیال در عرض دو سال پس از ورود گربه‌ها به جزیره استفنز منقرض شد.